# Christensenkollen
Der Christensenkollen ist ein 1890 m hoher Berg in der Heimefrontfjella des ostantarktischen Königin-Maud-Lands. Er ragt zwischen dem Bergkessel Cappelenbotnen und dem Gebirgskamm Berggravrista im nördlichen Teil der Sivorgfjella auf.
Wissenschaftler des Norwegischen Polarinstituts benannten ihn 1967 nach dem norwegischen Journalisten Christian Arthur Richard Christensen (1906–1967), einem Anführer der Widerstandsbewegung gegen die deutsche Besatzung Norwegens im Zweiten Weltkrieg.